# Béla Macourek
Béla Macourek (Galanta, 4 novembre 1889 – ...) è stato un aviatore austro-ungarico.
Béla Macourek, dopo il 1921, Béla Makláry era un asso dell'aviazione dell'Impero austro-ungarico arrivato a cinque vittorie nella prima guerra mondiale. Il suo segno distintivo unico erano le fasce rosso-bianco-verdi dipinte sul lato dell'aereo.

## Biografia e prima guerra mondiale
Béla Macourek nacque il 2 aprile 1889 nel villaggio di Pozsony a Nyebojsa (oggi parte di Galanta). Dal 1909 ha prestato servizio nella 1ª Armata a Seghedino. Nel gennaio del 1914 fu promosso a tenente e nel settembre 1915 come luogotenente. Nell'estate del 1916 fece domanda per il suo trasferimento alla Kaiserliche und Königliche Luftfahrtruppen. Dopo la qualifica presso il corso di osservatore d'aereo a Wiener Neustadt, ha combattuto nella Flik 23 dell'aeroporto di Divaccia sul fronte italiano nel mese di dicembre. Il 5 maggio 1917 riceve lo status di osservatore. Il 21 maggio ha ottenuto la sua prima vittoria nell'aviazione nel distretto di Selo; abbatte un velivolo della Société Pour les Appareils Deperdussin (SPAD) italiano con il pilota Franz Salina. Ha poi completato il corso di formazione a pilota a Haidenschaft nella Flik 19. Alla fine di agosto 1917 arrivò alla Flik 6 da ricognizione in Albania. Il 20 settembre ha ricevuto il distintivo del pilota. Il 6 luglio 1918 su Aviatik D.I riuscì a colpire un francese non identificato su Fier. Sempre quel giorno colpisce un bombardiere Caproni Ca.33 a quattro posti dell'11ª Squadriglia nell'area di Mifol.
Il 17 luglio 1918 fu nominato comandante della Flik 1 da caccia, che a quel tempo aveva la base nelle Bocche di Cattaro ad Igalo. La squadriglia aveva tra i suoi ranghi uno dei piloti da caccia di maggior successo della monarchia, Julius Arigi. Il 23 agosto, Macourek e Arigi, in uno schieramento congiunto, hanno colpito un bombardiere britannico Airco DH.4 sull'Adriatico. Il 6 settembre Macourek costrinse un altro DH.4 verso il basso ottenendo la quinta vittoria per la qualifica di asso dell'aviazione.
In tempi di confusione dopo il trattato di pace, Macourek tornò in Ungheria con un aeroplano. Durante la repubblica sovietica, ha combattuto contro i cechi, i serbi e i rumeni nelle forze aeree sovietiche. Dopo l'acquisizione del potere da parte di Miklós Horthy, ricevette un titolo nel 1921 che lo nominò Makláry. I successivi destini e il tempo della sua morte sono sconosciuti.